# Вилинбахов, Георгий Вадимович
Гео́ргий Вади́мович Вилинба́хов (род. 13 апреля 1949, Ленинград, РСФСР, СССР) — советский и российский историк, специалист по истории русской культуры, военной истории и геральдике. Доктор исторических наук. Председатель Геральдического совета при Президенте Российской Федерации — государственный герольдмейстер; заместитель директора Государственного Эрмитажа по научной работе. Почётный член Российской академии художеств (2016).

## Биография
Родился 13 апреля 1949 года в семье потомков дворян русского дворянского рода Вилинбаховых (Виленбаховых) и является представителем фамилии в двенадцатом поколении. Отец — Вадим Борисович Вилинбахов (1924—1982), историк и уфолог, мать — Вера Николаевна, заведующая кафедрой химико-технологического института.
Фамилия Вилинбаховых ведёт своё начало от Филиппа Виленбаха, приехавшего в Россию при Иване Грозном (по другим данным — в начале XVII века) и награждённого «за службы» поместьями в Ярославском уезде в 1628—29 годах. Род Вилинбаховых записан в VI часть родословных книг Ярославской и Витебской губерний.
Как потомственный дворянин, Георгий Вилинбахов имеет личный герб (цветной рисунок которого преподнесён ему в день его 50-летнего юбилея). Личный герб представляет собой родовой дворянский герб Вилинбаховых, дополненный изображениями государственных наград, которых удостоен лично владелец герба, а также девизом «Братцы».
С 1969 года работает в Государственном Эрмитаже, с 1970 года — хранитель коллекции знамён и военной графики.
В 1971 году окончил исторический факультет Ленинградского государственного университета. В 1982 году защитил кандидатскую диссертацию «Государственная геральдика России конца XVII — первой четверти XVIII вв.: к вопросам формирования идеологии абсолютизма в России».
В августе 1992 года назначен заместителем директора Государственного Эрмитажа по научной работе.
С 20 февраля 1992 года — начальник Государственной геральдической службы Российской Федерации.
С 22 декабря 1992 года по 1994 год — начальник управления геральдики Государственной архивной службы Российской Федерации.
С 25 июля 1994 года по 1999 год — руководитель Государственной герольдии при Президенте Российской Федерации — государственный герольдмейстер.
С 7 ноября 1994 года — официальный представитель Президента Российской Федерации при рассмотрении в палатах Федерального Собрания проекта федерального конституционного закона «О государственных символах Российской Федерации».
С 19 сентября 1995 года — член Российского организационного комитета по подготовке и проведению мероприятий в связи с памятными событиями военной истории Отечества и по делам ветеранов.
Со 2 апреля 1997 года — член комиссии по изучению вопросов, связанных с исследованием и перезахоронением останков российского императора Николая II и членов его семьи
С 7 апреля 1997 года — официальный представитель Президента Российской Федерации при рассмотрении палатами Федерального Собрания Российской Федерации проекта федерального конституционного закона «О Государственном флаге Российской Федерации, Государственном гербе Российской Федерации и Государственном гимне Российской Федерации».
5 ноября 1997 года должность руководителя герольдии внесена в перечень Высших должностей государственной гражданской службы Российской Федерации.
С 29 июня 1999 года — председатель Геральдического Совета при Президенте Российской Федерации — государственный герольдмейстер. 26 августа 2004 года вновь утверждён в должности.
С 26 сентября 2000 года — член Государственной комиссии по подготовке к празднованию 300-летия основания г. Санкт-Петербурга
С 27 июля 2001 года — член от Российской Федерации в Межгосударственной экспертной рабочей группе по разработке символики ЕврАзЭС.
С 11 октября 2001 года — член рабочей группы по подготовке предложений, касающихся популяризации
государственной символики Российской Федерации.
С 22 апреля 2003 года — официальный представитель Президента Российской Федерации при рассмотрении палатами Федерального Собрания Российской Федерации проекта федерального закона «О внесении изменения в Федеральный закон „О знамени Вооружённых Сил Российской Федерации, знамени Военно-Морского Флота, знамёнах иных видов Вооружённых Сил Российской Федерации и знамёнах других войск“».
В 2003 году защитил диссертацию на соискание степени доктора исторических наук «Государственная геральдика в России: теория и практика» (Санкт-Петербургский институт истории РАН, 2003, оппоненты академик Валентин Лаврентьевич Янин, д.и.н. Сергей Владимирович Мироненко, д.и.н. Леонид Ефимович Шепелев).
С 4 февраля 2004 года — ответственный секретарь Межведомственной рабочей группы по организации церемонии переноса из Королевства Дания и захоронения в Петропавловском соборе Санкт-Петербурга праха вдовствующей Императрицы Марии Фёдоровны — супруги Императора Александра III.
С 30 декабря 2005 года — член Санкт-Петербургской межведомственной комиссии по наименованиям (Топонимической комиссии).
Со 2 февраля 2010 года — член Совета при Президенте Российской Федерации по делам казачества.
Участвовал в разработке законопроекта о государственных символах. Организовывал работу по ведению Государственного геральдического регистра Российской Федерации и созданию геральдических служб в ряде министерств и ведомств.
Имеет более 150 публикаций по истории русской культуры, военной истории и геральдике.
Хобби: игра в солдатики, курение сигары или трубки.

## Преподавательская деятельность
Читал курс лекций по истории русской культуры, истории Петербурга, вспомогательным историческим дисциплинам в Тартуском университете и в Ленинградском государственном педагогическом институте им. А. И. Герцена. Читает курс лекций по геральдике в Санкт-Петербургском государственном университете и руководит, в должности профессора, Отделением геральдического художества на кафедре промышленной графики в Санкт-Петербургской государственной художественно-промышленной академии им. А. Л. Штиглица.

## Награды и звания
- Орден «За заслуги перед Отечеством» II степени (21 мая 2024 года) — за большой вклад в развитие отечественной культуры и искусства, многолетнюю плодотворную деятельность[23].
- Орден «За заслуги перед Отечеством» III степени (15 января 2010 года) — за большой вклад в развитие отечественного музейного дела и многолетнюю плодотворную деятельность[24]
- Орден «За заслуги перед Отечеством» IV степени (13 апреля 1999 года) — за большой вклад в развитие отечественной геральдики и многолетнюю добросовестную работу[25]
- Орден Александра Невского (5 ноября 2020 года) — за большой вклад в развитие отечественной культуры и искусства, многолетнюю плодотворную деятельность[26]
- Орден Почёта (30 мая 1997 года) — за большой вклад в разработку государственной геральдики Российской Федерации и многолетний добросовестный труд[27]
- Командор 1 класса шведского Ордена Полярной Звезды (Швеция, 2011 год)[28]
- Офицер ордена «За заслуги перед Итальянской Республикой» (11 января 2001 года)[29]
- Орден Белой розы, Рыцарский крест 1 класса (Финляндия, 2005 год)[30]
- Кавалер Национального ордена «За заслуги» (Франция, 2005 год)[31]
- офицер Национального ордена «За заслуги» (Франция, 2011 год)[32]
- Офицер Ордена Заслуг перед Республикой Польша (Польша, 31 июля 2013 года)[33][34].
- Большой крест ордена Заслуг pro Merito Melitensi (Мальтийский орден, 28 сентября 2015 года)[35].
- Офицер Ордена Оранских-Нассау (Нидерланды, 2019 год)[36].
- Медаль «В память 300-летия Санкт-Петербурга»
- Медаль «В память 1000-летия Казани»[37]
- Благодарность Президента Российской Федерации (19 апреля 2002 года) — за большой вклад в развитие российской государственной геральдики[38]
- Благодарность Президента Российской Федерации (27 июля 2007 года) — за большой вклад в обеспечение единой государственной политики в области геральдики[39]
- Почётная грамота Правительства Российской Федерации (19 ноября 2024 года) — за большой вклад в подготовку и проведение X Санкт-Петербургского международного форума объединённых культур[40]
- Почётный знак «За заслуги перед Санкт-Петербургом» (2019 год)
- Знак отличия «За заслуги перед Санкт-Петербургом» (2017 год)[41]
- Медаль «За укрепление таможенного содружества» (ГТК России, 2002 год)
- Медаль «125 лет органам государственной охраны России» (ФСО России, 2006 год)
- Знак «За заслуги» (МЧС России, 2002 год)
- Знак «Почётный сотрудник службы специальных объектов при Президенте России» (2002 год)
- Нагрудный знак «За развитие Тверской области» (2006 год)
- Медаль «За выдающийся вклад в развитие коллекционного дела в России»[42]
- Благодарность Президента Татарстана[37]
- Лауреат премии «Гринцане — Эрмитаж» (2008 год)
- Почётный доктор Института истории им. Ш. Марджани Академии наук Республики Татарстан (2007 год)[43] — за большой личный вклад в дело развития гуманитарных наук и организацию международного сотрудничества в сфере изучения российской истории и культуры, в признание заслуг в многогранной научной деятельности и подготовке фундаментальных исследований в области отечественной геральдики[37]
- Почётный профессор Кабардино-Балкарского государственного университета имени Х. М. Бербекова (2017 год)[44].
- Юбилейная медаль «70 лет Новгородской области» (Новгородская область, 2014 год)[45].
- Почётный знак «За заслуги» (Русское историческое общество, 20 июня, 2022 год)[46].
- Почётный профессор Российского государственного педагогического университета имени А. И. Герцена (2023 год)[47].
- Медаль «За особый вклад в обеспечение пожарной безопасности особо важных государственных объектов» (МЧС России, 2024 год)[48].
- Орден святого благоверного князя Даниила Московского II степени (Русская Православная Церковь, 2024 год)[49].